# Belemnobatis
La belemnobatide (gen. Belemnobatis) è un pesce cartilagineo estinto, appartenente ai raiiformi. Visse tra il Giurassico medio e il Cretaceo inferiore (circa 175 - 120 milioni di anni fa) e i suoi resti fossili sono stati ritrovati in Europa e in Asia.

## Descrizione
Questo animale era assai simile a una razza attuale, e in particolare la forma del corpo ricordava gli attuali pesci chitarra (famiglia Rhinobatidae). Il corpo, lungo circa un metro, era appiattito e largo. Il disco composto dalle pinne pettorali era più largo che lungo; il muso, al contrario di altre forme come Asterodermus platypterus e soprattutto Spathobatis, era arrotondato e corto. Le pinne ventrali erano anch'esse arrotondate, ma di forma lievemente allungata. Le pinne dorsali erano arretrate e poste l'una vicina all'altra, di grandi dimensioni e armate di aculei. La coda era più corta del resto del corpo. I denti di Belemnobatis erano larghi e simili a pettini.

## Classificazione
Descritto per la prima volta da Thiolliere nel 1854, il genere Belemnobatis include numerose specie di razze fossili i cui resti sono stati ritrovati in un range temporale che va dall'inizio del Giurassico medio (Aaleniano) al Cretaceo inferiore (Aptiano), principalmente in terreni europei. La specie tipo è Belemnobatis sismondae, del Kimmeridgiano di Cerin (Francia) e di Nusplingen (Germania); altre specie sono B. noviodunumensis (Aaleniano della Francia), B. kermacki e B. stahli (Batoniano dell'Inghilterra), B. aominensis (Giurassico medio della Thailandia), B. morinicus (Titoniano della Francia), B. picteti (Cretaceo inferiore della Francia) e B. variabilis (Cretaceo inferiore dell'Inghilterra). 

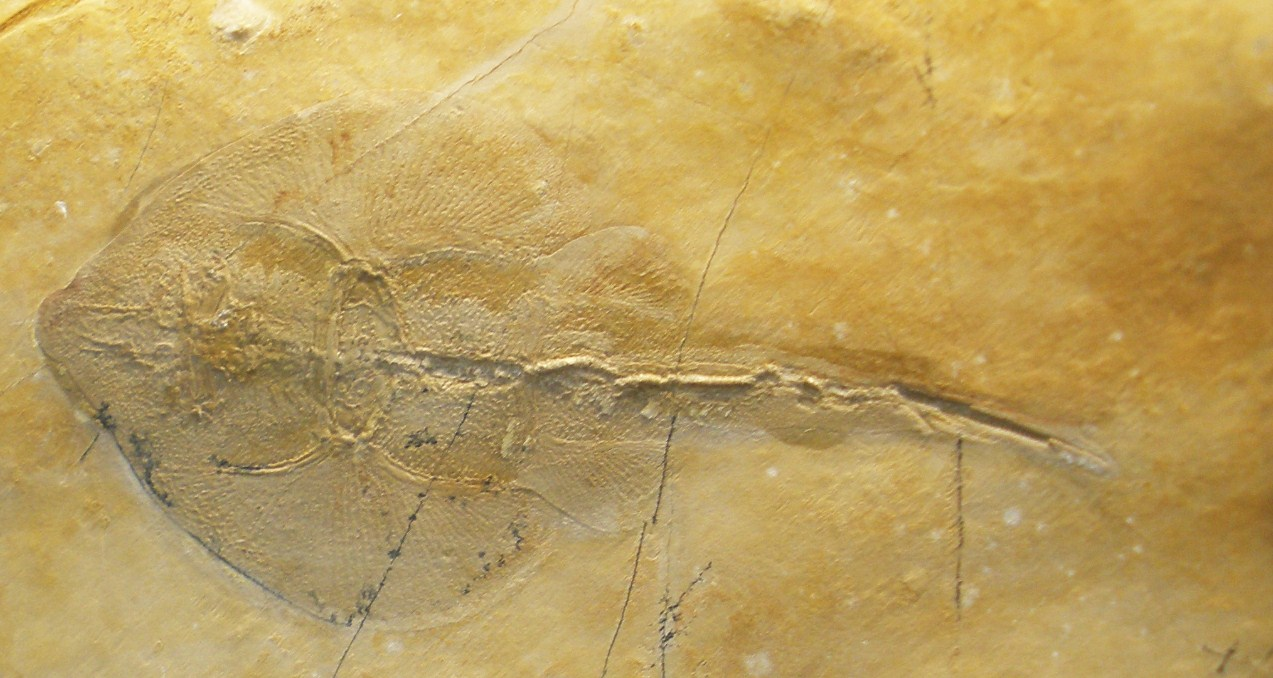
Fossile di Belemnobatis sismondae

Belemnobatis fa parte di una radiazione adattativa di elasmobranchi iniziata nel Giurassico inferiore e proseguita con lo sviluppo dei raiiformi, ovvero le razze e i loro parenti stretti. Belemnobatis, in particolare, sembrerebbe essere molto vicino all'origine dei pesci chitarra, un gruppo antico ma ancora presente nei mari attuali.

## Paleobiologia
Belemnobatis era un abitatore dei fondali, e probabilmente si nutriva di organismi duri che venivano triturati dalla dentatura piatta.